# Lunca Inferioară a Turului
Lunca Inferioară a Turului este o zonă protejată (arie de protecție specială avifaunistică - SPA) situată în nord-vestul României (Transilvania), pe teritoriul nord-estic al județului Satu Mare.

## Localizare
Aria naturală se află în extremitatea nord-vestică a Transilvaniei în județul Satu Mare, ocupând teritoriile administrative ale comunelor Agriș, Botiz,  Călinești-Oaș, Gherța Mică, Halmeu, Lazuri, Medieșu Aurit, Micula, Orașu Nou, Porumbești, Turț și Turulung; și pe cel al orașului Livada. Aceasta este străbătută de drumul european E81 care leagă Ucraina de România.

## Înființare
Zona a fost declarată arie de protecție specială avifaunistică prin Hotărârea  de Guvern nr. 1284 din 24 octombrie 2007 (privind instituirea ariilor de protecție specială avifaunistică ca parte integrantă a rețelei ecologice europene Natura 2000 în România) și se întinde pe o suprafață de 20.537,8 hectare. Aceasta include rezervația naturală Cursul inferior al Râului Tur și se suprapune sitului de importanță comunitară Râul Tur.

## Biodiversitate
Aria naturală reprezintă o zonă naturală (încadrată în bioregiunea continentală a bazinului râului Tur) Situl deține mai multe tipuri de habitate, dintre care două prioritare: Păduri aluviale cu Alnus glutinosa și Fraxinus excelsior (Alno-Padion, Alnion incanae, Salicion albae); și Pajiști panonice și vest-pontice pe nisipuri. Acestea adăpostesc și asigură condiții prielnice de hrană și adăpost pentru o gamă diversă de păsări (migratoare, de pasaj sau sedentare), dintre care unele protejate la nivel european sau aflate pe lista roșie a IUCN.

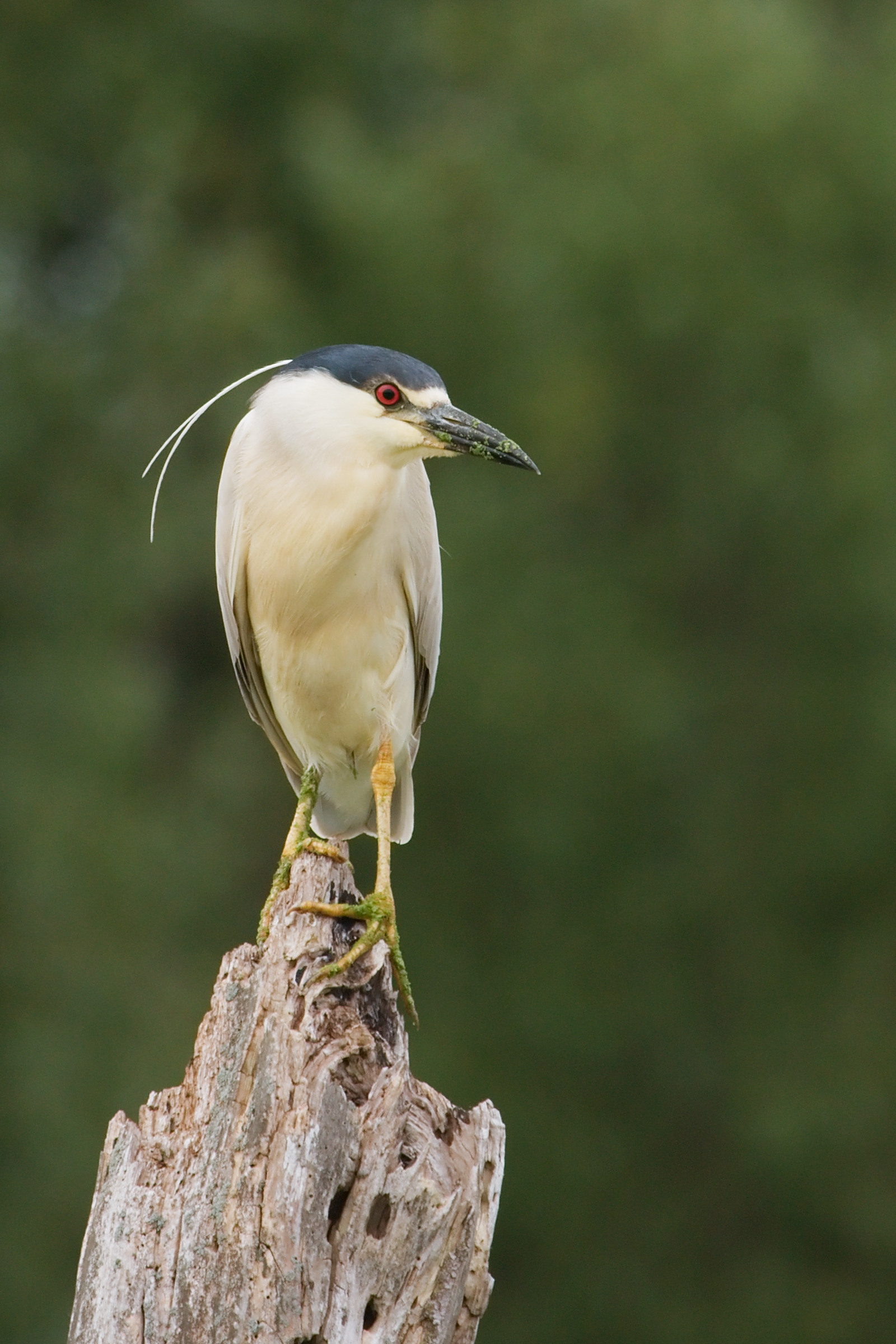
Stârc de noapte (Nycticorax nycticorax)

La baza desemnării sitului se află mai multe specii avifaunistice enumerate în anexa I-a a Directivei Consiliului European 147/CE din 30 noiembrie 2009 și Directiva 79/409/CEE din 2 aprilie 1979 (privind conservarea păsărilor sălbatice); astfel: stârc roșu (Ardea purpurea), stârc cenușiu (Ardea cinerea), stârc pitic (Ixobrychus minutus), stârc de noapte (Nycticorax nycticorax), gârliță mare (Anser albifrons), gâsca de vară (Anser anser), rață roșie (Aythya nyroca), rață fluierătoare (Anas penelope), rață pestriță (Anas strepera), rață mică (Anas crecca), rață mare (Anas platyrhynchos), rață sulițar (Anas acuta), rață cârâitoare (Anas querquedula), rață lingurar (Anas clypeata), acvilă țipătoare mică (Aquila pomarina), privighetoare-de baltă (Acrocephalus melanopogon), rață cu cap castaniu (Aythya ferina), rață moțată (Aythya fuligula), uliu păsărar (Accipiter nisus),  fluierar de munte (Actitis hypoleucos), ciuf de pădure (Asio otus), ciocârlia de câmp (Alauda arvensis), fâsă de pădure (Anthus trivialis), lăcarul de rogoz (Acrocephalus schoenobaenus), lăcarul de mlaștină (Acrocephalus palustris), lăcarul de lac (Acrocephalus scirpaceus), buhai de baltă (Botaurus stellaris), bufniță (Bubo bubo), șorecar comun (Buteo buteo), șorecar încălțat (Buteo lagopus), barză albă (Ciconia nigra),  șerparul european (Circaetus gallicus), erete de stuf (Circus aeruginosus), erete cenușiu (Circus pygargus), chirighiță-cu-obraz-alb (Chlidonias hybridus), lebădă de vară (Cygnus olor), prepeliță (Coturnix coturnix), prundaș gulerat mic (Charadrius dubius), fugaci de țărm (Calidris alpina), fugaci roșcat (Calidris ferruginea), fugaci mic (Calidris minuta), porumbel de scorbură (Columba oenas), porumbel gulerat (Columba palumbus), cuc (Cuculus canorus), sticlete (Carduelis carduelis), florinte (Carduelis chloris), cânepar (Carduelis cannabina), botgros (Coccothraustes coccothraustes), ciocănitoare neagră (Dryocopus martius), ciocănitoare de stejar (Dendrocopos medius), ciocănitoarea de grădină (Dendrocopos syriacus), lăstun de casă (Delichon urbica), egretă mică (Egretta garzetta), măcăleandru (Erithacus rubecula), vânturelul roșu (Falco tinnunculus), șoimul rândunelelor (Falco subbuteo), lișiță (Fulica atra), cinteză (Fringilla coelebs), găinușă de baltă (Gallinula chloropus), rândunica de hambar (Hirundo rustica), capîntorsul (Jynx torquilla), ciocârlia de pădure (Lullula arborea), sfrâncioc roșiatic (Lanius collurio), sfrânciocul cu frunte neagră (Lanius minor), sitar de mâl (Limosa limosa), pescăruș râzător (Larus ridibundus), pescărușul cu cap negru (Larus melanocephalus), pescăruș mic (Larus minutus), pescăruș sur (Larus canus), pescăruș argintiu (Larus cachinnans), privighetoare (Luscinia megarhynchos), grelușelul de stuf (Locustella luscinioides) grelușelul de zăvoi (Locustella fluviatilis), gaie neagră (Milvus migrans), ferestrașul mare (Mergus merganser), codobatură albă (Motacilla alba), codobatură galbenă (Motacilla flava), muscar sur (Muscicapa striata), presură sură (Miliaria calandra), culic mare (Numenius arquata), grangur (Oriolus oriolus), ciuf pitic (Otus scops), viespar (Pernis apivorus), ploier auriu (Pluvialis apricaria), ciocănitoarea verzuie (Picus canus), corcodel mare (Podiceps cristatus), corcodelul cu gât roșu (Podiceps grisegena), corcodelul cu gât negru (Podiceps nigricollis), pitulice sfârâitoare (Phylloscopus sibilatrix), pitulice de munte (Phylloscopus collybita), pițigoiul pungar (Remiz pendulinus), sitar de pădure (Scolopax rusticola), turturică (Streptopelia turtur), mărăcinar (Saxicola rubetra), mărăcinar negru (Saxicola torquata), silvia mică (Sylvia curruca), silvia de câmpie (Sylvia communis), silvia de zăvoi (Sylvia borin), silvia cu cap negru (Sylvia atricapilla), cănăraș (Serinus serinus), corcodel mic (Tachybaptus ruficollis), fluierarul cu picioare roșii (Tringa totanus), fluierar de lac (Tringa stagnatilis), fluierar cu picioare verzi (Tringa nebularia), fluierarul de zăvoi (Tringa ochropus), mierlă (Turdus merula), sturz (Turdus pilaris), sturz cântător (Turdus philomelos), sturz de vâsc (Turdus viscivorus), pupăză (Upupa epops).

## Căi de acces
- Drumul național DN19 pe ruta Negrești-Oaș - Vama - Orașu Nou.
- Drumul european E81 pe ruta Halmeu - Turulung - Drăgușeni.

## Monumente și atracții turistice
În vecinătatea sitului se află câteva obiective de interes turistic (lăcașuri de cult, monumente istorice, arii protejate, zone naturale, situri arheologice), astfel:
- Biserica de lemn din Lechința construită în secolul al XVII-lea. Lăcașul de cult este amplasat în secția în aer liber a Muzeului Țării Oașului.
- Biserica de lemn din satul Lazuri.
- Biserica reformată din orașul Livada construită în anul 1457. Biserica este de plan dreptunghiular și păstrează în cea mai mare parte arhitectura și decorația gotică.
- Castelul Vecsey din Livada construit în 1760 în stil baroc, pe 3 nivele, cu o mică curte interioară.
- Situl arheologic de la Dumbrava (așezare și necropolă datate în sec. II - IV p. Chr.)
- Situl de importanță comunitară Râul Tur.